# Tema de Elmo Lesto
Tema de Elmo Lesto es una canción compuesta por el músico argentino Luis Alberto Spinetta e interpretada por Invisible en el álbum Invisible de 1974, primero de la banda. El álbum fue calificado por la revista Rolling Stone y la cadena MTV como #65 entre los cien mejores discos de la historia del rock nacional argentino.
Invisible estuvo integrada por Luis Alberto Spinetta (primera voz y guitarra), Pomo Lorenzo (batería) y Machi Rufino (bajo). 
El tema es el tercer track del álbum (tercero del Lado A).

Elmo es una cabeza de un metro por un metro, con arnés, hecha en telgopor. Con ojos móviles, con la boca abierta...
Luis Alberto Spinetta